# Theridion huanuco
Theridion huanuco là một loài nhện trong họ Theridiidae.
Loài này thuộc chi Theridion. Theridion huanuco được Herbert Walter Levi miêu tả năm 1963.